# 和光市立第五小学校
和光市立第五小学校（わこうしりつだいごしょうがっこう）は、埼玉県和光市南1丁目にある公立小学校。通称は「五小」など。

## 沿革[1]
- 1970年（昭和45年）4月 - 和光市立第四小学校の校舎の一部を使用し職員24名、児童705名、18学級で開校。
  - 9月 - 校舎竣工式。この日を開校記念日とする。
  - 10月 - 市制施行により、和光市立第五小学校へと改称。

- 1972年（昭和47年）3月 - 校章制定。
  - 9月 - 校歌制定。(作詞 宮沢 章二 / 作曲 土肥 泰)[2]

- 1975年（昭和50年）4月 - 和光市立広沢小学校開設により学区変更。
  - 9月 - 校旗制定
- 1979年（昭和54年）11月 - 開校10周年記念式。記念事業によりごぼう山完成、「ごぼうの滝」「さつきの池」「ちびっこ川」が寄贈。
- 1989年（平成元年）8月 - 校舎大規模改修工事実施。
  - 8月 - 創立20周年記念実行委員会の寄付により、アスレチック完成。
  - 11月 - 創立20周年記念式典。
- 1994年（平成6年）9月 - 創立25年記念式典。
- 2003年（平成15年）8月 - 校庭改修
- 2005年（平成17年）8月 - 校舎耐震工事実施。
- 2007年（平成19年）8月 - 体育館、床張り替え及び耐震補強工事実施。全教室エアコン完備。
- 2009年（平成21年）月 - 南門・裏門の改修工事実施。
- 2013年（平成25年）8月 - トイレ改修工事
- 2014年（平成26年）8月 - 非構造部材耐震化工事実施。4階照明機器取替工事実施。
- 2015年（平成27年）8月 - 照明器具取替工事２・３階
- 2017年（平成29年）8月 - PTAによるごぼう山改修工事
- 2018年（平成30年）12月 - プール改修工事、正門改修工事、ブロック塀改修工事(正門～南門の間)実施。
- 2019年（平成31年）3月 - さつきのこ学童クラブ・わこうっこクラブ新築工事実施。
  - 4月 - 創立50周年を迎える

- 2019年（令和元年）7月5日 - 創立50周年記念式典。[3]
- 2021年（令和3年）8月 - 防球フェンス改修工事（白子川沿い）

## 学校教育目標

### 学校教育目標[4]
- 心豊かな子ども
- 進んで学ぶ子ども
- たくましい子ども
- 地域を愛する子ども

## 周辺施設
- 和光市立第三中学校
- 国立病院機構 埼玉病院
- 練馬区立八坂中学校
- 練馬区立光丘高校
- 光が丘公園
- 裁判所職員総合研修所
- 税務大学校 和光校舎